# Chinornik mandaryński
Chinornik mandaryński (Lasiopodomys mandarinus) – gatunek ssaka z podrodziny karczowników (Arvicolinae) w obrębie rodziny chomikowatych (Cricetidae).

## Zasięg występowania
Chinornik mandaryński występuje we wschodniej Azji zamieszkując w zależności od podgatunku:
- L. mandarinus mandarinus – północno-środkowa i wschodnio-środkowa Chińska Republika Ludowa (południowa Mongolia Wewnętrzna, Shaanxi, Shanxi, Henan i północno-wschodnie Anhui).
- L. mandarinus faeceus – wschodnia Chińska Republika Ludowa (południowo-wschodnia Mongolia Wewnętrzna, Hebei, zachodnie Liaoning, Pekin, Szantung i Jiangsu).
- L. mandarinus johannes – północno-środkowe Chińska Republika Ludowa (północno-wschodnie Shanxi).
- L. mandarinus kishidai – Półwysep Koreański.
- L. mandarinus vinogradovi – południowe Zabajkale w Rosji (południowa Buriacja) i północno-środkowa Mongolia.

Występuje również w północno-wschodniej Mongolii Wewnętrznej, ale przynależność podgatunkowa nie jest znana.

## Taksonomia
Gatunek po raz pierwszy zgodnie z zasadami nazewnictwa binominalnego opisał w 1871 roku francuski zoolog Alphonse Milne-Edwards nadając mu nazwę Arvicola mandarinus. Holotyp pochodził z Linfen, w Shanxi, w Chińskiej Republice Ludowej. 
L. mandarinus należy do podrodzaju Lemmimicrotus. Dawniej L. mandarinus zaliczany był do rodzaju Microtus. Morfologicznie i genetycznie L. mandarinus tworzy grupę siostrzaną z L. brandtii. Autorzy Illustrated Checklist of the Mammals of the World rozpoznają sześć podgatunków.

### Etymologia
- Lasiopodomys: gr. λασιος lasios „włochaty, kudłaty”; πους pous, ποδος podos „stopa”; μυς mus, μυoς muos „mysz”[15].
- mandarinus: nowołac. mandarinus „z Chin, Chińczyk, chiński”, od port. mandarim „wysoki rangą urzędnik w cesarskiej chińskiej biurokracji”, od malajski menteri „doradca”[16].
- faeceus: łac. faeceus „nieczysty, rozwiązły”, od feax, feacis „osad, fusy”[17][18].
- johannes: John C. Fox[17].
- kishidai: Kyukichi Kishida (1888–1968), japoński entomolog i teriolog[17].
- vinogradovi: Boris Stiepanowicz Winogradow (1891–1958), rosyjski zoolog[19][17].

## Morfologia
Długość ciała (bez ogona) 90–114 mm, długość ogona 20–27 mm, długość ucha 7–12 mm, długość tylnej stopy 15–21 mm; masa ciała 18–50 g. 

## Biologia
Chinornik mandaryński żyje na Dalekim Wschodzie Azji. 
Gryzonie te zamieszkują tereny skaliste, łąki i stepy, od nizin do wysokości 3000 m n.p.m. w górach. Przeważnie występują z dala od lasów, za to w bliskości źródeł wody, szczególnie w gęstym poszyciu na wybrzeżach jezior i cieków wodnych. Żywią się głównie podziemnymi częściami roślin, rzadziej jedzą rośliny zielone. Żyją w grupach rodzinnych liczących od 3 do 22 osobników (średnio 8,7), zamieszkujących wspólną norę. Latem grupy te najczęściej zawierają jednego samca na jedną-dwie płodne samice oraz młode z 1–3 pokoleń. Okres rozrodczy trwa od marca do sierpnia, w miocie przeważnie rodzą się 2–4 młode.

## Populacja
W Chińskiej Republice Ludowej i Rosji gryzoń ten jest pospolity i jest uznawany za gatunek najmniejszej troski; w Mongolii ok. 1% zasięgu obejmują tereny chronione. Może mu grozić utrata środowisk wskutek nadmiernego wypasu trzody, suszy i wysychania źródeł wody, czy to wskutek naturalnych procesów, czy to aktywności ludzkiej. Międzynarodowa Unia Ochrony Przyrody zaleca dalsze monitorowanie i ochronę środowisk tego gatunku.